# Proterocàmpsids
Els proterocàmpsids (Proterochampsidae) són una família de sauròpsids (rèptils) diàpsids arcosauromorfs que visqueren a intervinguts i finals del període Triàsic, entre el Ladinià i el Carnià fa 245 i 200 milions d'anys aproximadament a Sud-amèrica.

## Descripció
Aquesta família inclou animals molt diferents entre si, però totes les espècies tenen característiques corporals similars a les de cocodrils. Alguns proterocàmpsids no van aconseguir el metre de llarg, sinó unes altres com Proterochampsa van arribar als cinc metres en longitud, i indubtablement estaven entre els depredadors més grans del Triàsic. El primer fòssil de proterocàmpsids va ser inclòs en el grup dels fitosaures, però la investigació addicional va demostrar que aquests animals són alhora més primitius i especialitzats per ser classificat en aquest grup. Els científics ara consideren a aquesta família ancestral com a grup d'arcosauriformes basals, similar a les famílies de proterosúquids i eritrosúquids.